# Erik Tuxen
Erik Tuxen   (Mannheim, 4 de juliol de 1902 - Copenhaguen, 28 d'agost de 1957) va ser un director d'orquestra, compositor i arranjador danès, que va treballar la major part de la seva vida a Dinamarca. Des de 1936 fins a la seva mort per càncer el 28 d'agost de 1957, va ser director de l'⁣Orquestra Simfònica Nacional Danesa de la Ràdio Danesa.
Juntament amb Thomas Jensen i Launy Grøndahl, Tuxen va ser pioner en les actuacions i enregistraments de la música de Carl Nielsen. Tuxen també va ser un prolífic arranjador bandes sonores, responsable de la direcció musical de moltes pel·lícules daneses dels anys 30 i 40. També va ser director de banda de jazz.
Va estrenar la Quarta Simfonia de Holmboe.
Va fer l'estrena britànica de la Cinquena Simfonia de Nielsen al Festival Internacional d'Edimburg de 1950, on va crear sensació. Més tard aquell any va estrenar l'obra en disc.